# Aaron Appiah
Aaron Appiah (* 18. Mai 2003 in Bern) ist ein schweizerisch-ghanaischer Fussballspieler.

## Karriere

### Vereine
Appiah stammt aus dem Nachwuchs der Berner Young Boys. Er spielte in der zweiten Mannschaft der Stadtberner für zwei Saisons. Im Juli 2023 wurde er vom Schweizer Zweitligisten FC Wil verpflichtet. Er erhielt einen Zweijahresvertrag mit Option auf Verlängerung. Sein Debüt feierte er beim 0:2-Auswärtssieg in Bellinzona, als er in der 76. Minute eingewechselt wurde. Im Januar 2025 wechselte er zum Ligakonkurrenten FC Schaffhausen.

### Nationalmannschaft
Appiah absolvierte zwei Partien für die U-19 des Schweizer Fussballverbandes.